# Libaciones en la Antigua Grecia

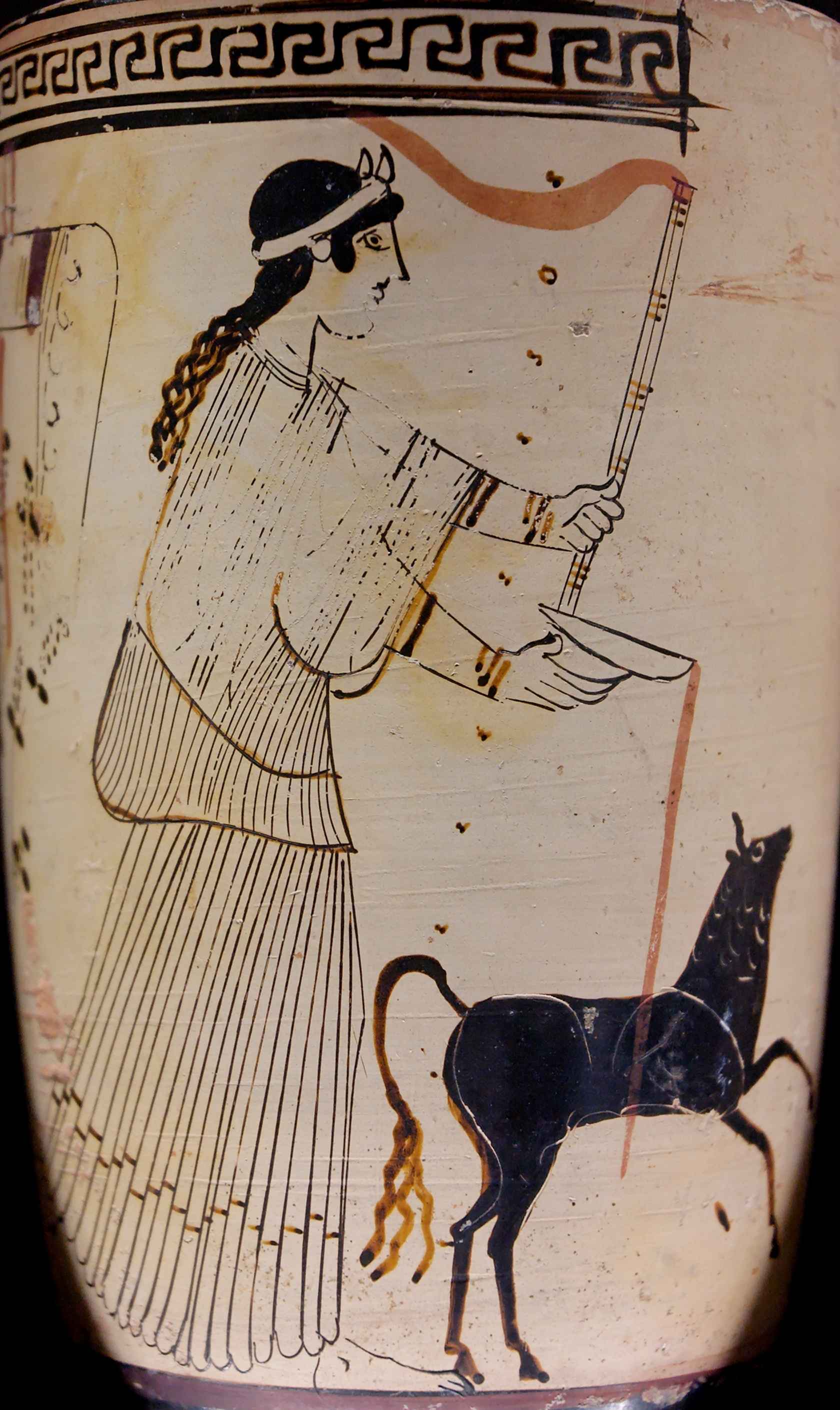
Libación.

Las libaciones en la Antigua Grecia acompañaban a los ritos de la vida cotidiana. 
La libación consiste en derramar parte del líquido sobre el altar, o en el suelo, mientras se pronunciaba una oración. La mayoría de las veces se ofrece vino mezclado con agua (la mezcla que se bebe habitualmente) pero, según los tipos de ritual, también vino puro, leche, o una mezcla de vino, agua y miel.
Hesíodo evoca las de la mañana y las de la noche. Homero habla de la que precede al sueño. También abren la comida: un gesto propiciatorio que tiene el mismo valor que la ofrenda de las primicias alimentarias. Con frecuencia señalan una partida o una llegada, colocando los actos familiares bajo la protección de los dioses que se convierten así en testigos o cómplices.
La escena de «la partida del hoplita», que reúne alrededor del personaje del joven guerrero armado a un anciano y a una mujer, se encuentra en numerosos vasos áticos de la época clásica. He aquí una descripción característica de uno de ellos: «En el centro un hoplita en armas estrecha la mano de un personaje barbado en un gesto de despedida cargado de gravedad... A la derecha, una mujer sostiene una jarra y una copa plana: instrumentos rituales de la libación, prácticamente obligatoria para marcar una partida o un retorno. La mujer vierte vino en la copa, una parte del cual, la que está reservada a los dioses, será vertida sobre el suelo, mientras que el resto lo beberán por turnos cada uno de los participantes. Procediendo a esta libación, que es ofrenda y comunión, se marcan los lazos que unen a cada uno de los miembros del grupo con los demás, y se afirma la relación que une al grupo con los dioses».
La libación acompaña también el ceremonial del banquete común o simposio. Finalmente, desempeña asimismo un papel importante en los actos solemnes, implicando directamente a la polis (ciudad). Igualmente sanciona los tratados y las alianzas. El término sponde, que en griego designa a la libación, se encuentra además en la palabra spondai, «alianza».
La libación más corriente representada en los vasos muestra un hombre o una mujer vertiendo un líquido de un enócoe (una jarra para el vino, un recipiente intermedio entre los grandes vasos donde se mezcla el vino y el agua, y los vasos para beber) en una fíala (copa plana y sin pie, reservada para las libaciones), y después, de la fíala sobre el altar o sobre el suelo. En un segundo momento se bebe el contenido de la fíala.
Pero la libación también puede no ir seguida de consumición. La libación de vino puro que acompaña a los juramentos se derrama toda sobre la tierra. En la Ilíada, Agamenón evoca, a propósito del ritual de juramento: 

la sangre de los corderos, las libaciones de vino puro y las diestras en que confiábamos.

 La destrucción ritual establece un lazo con el mundo infernal, que preserva de peligrosas fuerzas siempre dispuestas a desencadenarse contra el perjuro.
Otras libaciones que se consagran totalmente son las choai, del verbo griego chein: «derramar copiosamente». Están especialmente destinadas a los muertos. Derramadas en la tierra o sobre un túmulo funerario, tienen la función de establecer un lazo entre vivos y muertos. Con frecuencia excluyen el vino, se les llama entonces choai nephaliai o aoinoi. Se componen de agua pura (como la que Electra vierte sobre la tumba de su padre Agamenón al principio de Las coéforas de Esquilo: las «portadoras de libaciones») o de leche y de miel. A menudo están asociadas a los enagísmata, las ofrendas de alimentos consagradas sobre las tumbas. Suelen dedicarse también a ciertas divinidades a las que están consagradas de una manera totalmente especial: las Musas, las Ninfas, las Erinias. En Olimpia tiene lugar todos los meses un sacrificio sobre todos los altares del santuario de Zeus: «los eleos queman incienso juntamente con granos de trigo amasados con miel sobre los altares y ponen sobre ellos ramas de olivo y hacen libaciones»; Pausanias, que recoge este rito, precisa que es antiguo. Pero el altar de las Ninfas y de las Despoinai (las «Señoras») —como Pausanias precisa también— no reciben vino, ni tampoco el altar común de todos los dioses (koinos bomos).